# Demone Harris
Demone Harris (Buffalo, 30 dicembre 1995) è un giocatore di football americano statunitense che milita nel ruolo di defensive end per gli Atlanta Falcons della National Football League (NFL).

## Carriera

### Tampa Bay Buccaneers
Harris firmò con i Tampa Bay Buccaneers dopo non essere stato scelto nel Draft NFL 2018. Fu svincolato il 1º settembre e rifirmò per la squadra di allenamento il giorno successivo. Fu promosso nel roster attivo il 10 ottobre e fece il suo debutto nella NFL il 14 ottobre giocando 4 snap con gli special team contro gli Atlanta Falcons. Fu svincolato il 16 per poi firmare di nuovo con la squadra di allenamento.
Il 5 ottobre 2019, Harris fu svincolato dai Buccaneers e rifirmò per la squadra di allenamento. Fu svincolato definitivamente il 15 ottobre.

### Baltimore Ravens
Il 22 ottobre 2019, Harris firmò con la squadra di allenamento deiBaltimore Ravens dopo l'infortunio di Pernell McPhee.

### Kansas City Chiefs
Il 21 novembre 2019, Harris firmò con i Kansas City Chiefs. Giocò la prima partita con la nuova maglia l'8 dicembre al Gillette Stadium e mise a segno il suo primo placcaggio su Rex Burkhead dei New England Patriots.

### Houston Texans
Il 10 novembre 2021 Harris firmò con la squadra di allenamento degli Houston Texans.

## Palmarès
- Super Bowl : 1

Kansas City Chiefs: LIV
- American Football Conference Championship: 1

Kansas City Chiefs: 2019